# Лікаонія
38° пн. ш. 33° сх. д. / 38° пн. ш. 33° сх. д.
Лікаонія (грец. Λυκαονία, лат. Lycaonia) — історична область у Південно-Східній Малій Азії та провінція Римської імперії[джерело?], розташована на захід від Каппадокії і на південь від центральної пустелі, вкрита невисокими гірськими ланцюгами — відрогами пісідійської Кілікії — Тавра. Мешканці її споріднені пісідійцями, займали також степ, з якого їм вдалося витіснити фригійців. Це був народ гордий, з яким ні персам, ні наступним номінальним володарям Лікаонії не вдавалося впоратися. З 25 р. до н. е. країна увійшла до складу римської провінції Галатії. Столицею її було спочатку фригійське місто Іконіум (Конья). Повз нього і селевкідівської Лаодикії проходила головна дорога з Сарда в Каппадокію. До одного з племен Лікаонії належали Ісаври. Вони нічого не мали спільного з еллінами і мали свою мову. Лікаонія в давнину була багата на овець, що давали грубу вовну, та сіль.